# Jack Oliver (scientifique)
Pour les articles homonymes, voir Oliver.
John "Jack" Ertle Oliver né à Massillon dans l'Ohio le 26 septembre 1923 et décédé le 5 janvier 2011 à Ithaca (New York) est un scientifique américain. 

## Biographie
Il obtient son doctorat à l'université Columbia en 1953, étudie les séismes et fournit des preuves sismologiques soutenant la théorie des plaques. Dans les années 1960, Oliver et l'un de ses anciens étudiants, Bryan Isacks, installent des stations sismographiques dans le Pacifique Sud pour enregistrer l'activité sismique. Les données recueillies conduisent à l'idée qu'une partie du plancher océanique est poussée vers le bas,. Il a été président de la Société américaine de séismologie de 1964 à 1966 et de la Société américaine de géologie de 1987 à 1988.